# Dětkovice, Vyškov
Dětkovice là một làng thuộc huyện Vyškov, vùng Jihomoravský, Cộng hòa Séc.